# Rade Krunić
Rade Krunić (Foča, 1993. október 7. –) bosnyák válogatott labdarúgó, az AC Milan játékosa.

## Pályafutása

### Klubcsapatokban
A Fočában született Krunić pályafutását a helyi Sutjeska csapatában kezdte. A 2012-2013-as szezonban mutatkozott be a felnőttek között, majd a következő idény előtt a szerb Donji Srem játékosa lett.
2014 augusztusában az olasz Hellas Verona szerződtette, de fél évre azonnal kölcsön is adta volt csapatának. 2015 januárjában Krunić nem jelent meg a Veronánál és mivel csapatát hollétéről se ennek okáról nem tájékoztatta, az olasz csapat panaszt nyújtott volna be az UEFA, illetve a FIFA illetékeseinél, végül azonban a Donji Srem fizetett kártérítést a veronaiaknak.
2015 január 30-án a Borac Čačak igazolta le Krunićot, annak ellenére, hogy a játékos már aláírt a Crvena zvezdához. A Donji Srem panaszt nyújtott be az üggyel kapcsolatban a szerb szövetségnek, és többször is bírálta a FIFA döntéshozóit, amiért azok nem léptek fel a játékossal szemben a Verona-üggyel kapcsolatban. Az Crvena zvezdához való átigazolás Krunić ügynöke, Stevan Stojanović miatt hiúsult meg, miután az elállt az üzlettő, mert a Borac Čačak több jutalékot fizetett a számára Krunić megszerzését követően.
2015. július 1-jén az olasz Empoli igazolta le Krunićot, aki október 4-én, egy Sassuolo elleni bajnokin mutatkozott be új csapatában. A hónap végén, a Genoa 2–0-s legyőzésekor első gólját is megszerezte az Empoliban.
2017 októberében meghosszabbította a szerződését 2021 nyaráig. 36 bajnoki mérkőzésen öt gólt szerzett a csapatban, amely megnyerte a másodosztály, a Seria B küzdelmeit és visszajutott az élvonalba.
2018. december 1-jén játszotta századik bajnoki mérkőzését a csapatban, amelyen gólt lőtt és gólpasszt adott a SPAL ellen.
2019. július 8-án ötéves szerződést írt alá az AC Milannal.

### A válogatottban
Az U21-es válogatottban 2013 és 2014 között nyolc alkalommal lépett pályára.
A felnőtt válogatott keretébe először 2015 novemberében hívták meg először, és 2016. június 3-án mutatkozott be a nemzeti csapatban egy Dánia elleni felkészülési mérkőzésen.
2019. március 23-án, az Örményország elleni Európa-bajnoki selejtezőn első gólját is megszerezte a válogatottban.

## Statisztika

### Klubcsapatokban
2019. május 12.
| Klub           | Szezon         | Bajnokság          | Bajnokság     | Bajnokság | Országos kupa | Országos kupa | Nemzetközi kupa | Nemzetközi kupa | Összesen      | Összesen |
| Klub           | Szezon         | Bajnokság          | Pályára lépés | Gól       | Pályára lépés | Gól           | Pályára lépés   | Gól             | Pályára lépés | Gól      |
| -------------- | -------------- | ------------------ | ------------- | --------- | ------------- | ------------- | --------------- | --------------- | ------------- | -------- |
| Sutjeska Foča  | 2012–13        | First League of RS | 15            | 3         | 3             | 0             | –               | –               | 18            | 3        |
| Donji Srem     | 2012–13        | SuperLiga          | 13            | 2         | –             | –             | –               | –               | 13            | 2        |
| Donji Srem     | 2013–14        | SuperLiga          | 27            | 2         | 2             | 0             | –               | –               | 29            | 2        |
| Donji Srem     | 2014–15        | SuperLiga          | 11            | 1         | 1             | 0             | –               | –               | 12            | 1        |
| Donji Srem     | Összesen       | Összesen           | 51            | 5         | 3             | 0             | –               | –               | 54            | 5        |
| Borac Čačak    | 2014–15        | SuperLiga          | 13            | 2         | –             | –             | –               | –               | 13            | 2        |
| Empoli         | 2015–16        | Serie A            | 15            | 1         | 1             | 0             | –               | –               | 16            | 1        |
| Empoli         | 2016–17        | Serie A            | 32            | 2         | 1             | 0             | –               | –               | 33            | 2        |
| Empoli         | 2017–18        | Serie B            | 36            | 5         | 0             | 0             | –               | –               | 36            | 5        |
| Empoli         | 2018–19        | Serie A            | 33            | 5         | 1             | 0             | –               | –               | 34            | 5        |
| Empoli         | Összesen       | Összesen           | 116           | 13        | 3             | 0             | –               | –               | 119           | 13       |
| Karrier összes | Karrier összes | Karrier összes     | 195           | 23        | 9             | 0             | –               | –               | 204           | 23       |

### A válogatottban
2019. március 26-án frissítve.
| Válogatott          | Év       | Pályára lépés | Gól |
| ------------------- | -------- | ------------- | --- |
| Bosznia-Hercegovina |          |               |     |
| 2016                | 1        | 0             |     |
| 2017                | 2        | 0             |     |
| 2018                | 5        | 0             |     |
| 2019                | 2        | 1             |     |
| Összesen            | Összesen | 10            | 1   |

### Gólja a válogatottban
Az eredmények minden esetben Bosznia-Hercegovina szempontjából értendőek.
| Gól | Dátum             | Helyszín                                 | Ellenfél     | Eredmény a gólt követően | Végeredmény | Versenysorozat                   |
| --- | ----------------- | ---------------------------------------- | ------------ | ------------------------ | ----------- | -------------------------------- |
| 1.  | 2019. március 23. | Grbavica, Szarajevó, Bosznia-Hercegovina | Örményország | 1–0                      | 2–1         | 2020-as Európa-bajnoki selejtező |

## Sikerei, díjai
- Empoli
  - Olasz másodosztály bajnok: 2017–18

- AC Milan
  - Olasz bajnok: 2021–22